# Angora Love
Angora Love är en amerikansk komedifilm med Helan och Halvan från 1929 regisserad av Lewis R. Foster.

## Handling
En get rymmer från en djuraffär och börjar följa efter Helan och Halvan när de matat den med munkar. Bocken förföljer de vart de än går, och till slut tvingas de ta in den i lägenheten där de försöker gömma den från hyresvärden, dock utan någon vidare framgång.

## Om filmen
Angora Love är den sista stumfilmen med Helan och Halvan.
Handlingen i filmen återanvändes i ljudfilmen Störd husfrid som utkom 1931, som i sin tur tillsammans med denna film kom att bli  förebilder för den senare kortfilmen Apkonster och kärlek som utkom 1932.

## Rollista (i urval)
- Stan Laurel – Stan (Halvan)
- Oliver Hardy – Ollie (Helan)
- Edgar Kennedy – hyresvärden
- Charlie Hall – granne
- Harry Bernard – polisen[1]